# Liste der deutschen Botschafter in Kenia
Die Liste der deutschen Botschafter in Kenia enthält alle Botschafter der Bundesrepublik Deutschland in Kenia. Sitz der Botschaft ist in Nairobi. Der Botschafter ist auch für die Seychellen und Somalia akkreditiert und ständiger Vertreter bei UNEP und UN-HABITAT. Zwischen 2000 und 2006 bestand zudem eine Zuständigkeit für Burundi. 
| Name                       | Amtszeit  | Anmerkungen         |
| -------------------------- | --------- | ------------------- |
| Ludwig Beye                | 1952–1958 | Generalkonsul       |
| Herbert von Stackelberg    | 1958–1963 | Generalkonsul       |
| Otto Soltmann              | 1963–1967 | ab 1964 Botschafter |
| Hans-Ulrich von Schweinitz | 1967–1970 |                     |
| Jürgen Ruhfus              | 1970–1973 |                     |
| Harald Heimsoeth           | 1973–1979 |                     |
| Alfred G. Kühn             | 1979–1982 |                     |
| Johannes von Vacano        | 1982–1986 |                     |
| Jürgen Diesel              | 1986–1988 |                     |
| Franz von Mentzingen       | 1988–1991 |                     |
| Bernd Mützelburg           | 1991–1995 |                     |
| Michael Gerdts             | 1995–1999 |                     |
| Jürgen Weerth              | 1999–2003 |                     |
| Bernd Braun                | 2003–2006 |                     |
| Walter Johannes Lindner    | 2006–2009 |                     |
| Margit Hellwig-Bötte       | 2009–2013 |                     |
| Andreas Peschke            | 2013–2015 |                     |
| Jutta Gisela Frasch        | 2015–2018 |                     |
| Annett Günther             | 2018–2022 |                     |
| Sebastian Groth            | seit 2022 |                     |